# Werben (Elbe)
Die Hansestadt Werben (Elbe) ist eine Stadt im Norden des Landkreises Stendal in Sachsen-Anhalt und Mitgliedsgemeinde der Verbandsgemeinde Arneburg-Goldbeck. Werben ist die zweitkleinste Stadt in Sachsen-Anhalt und gehört zu den zehn kleinsten Städten in Deutschland (Stand 2022).

## Geographie

### Lage

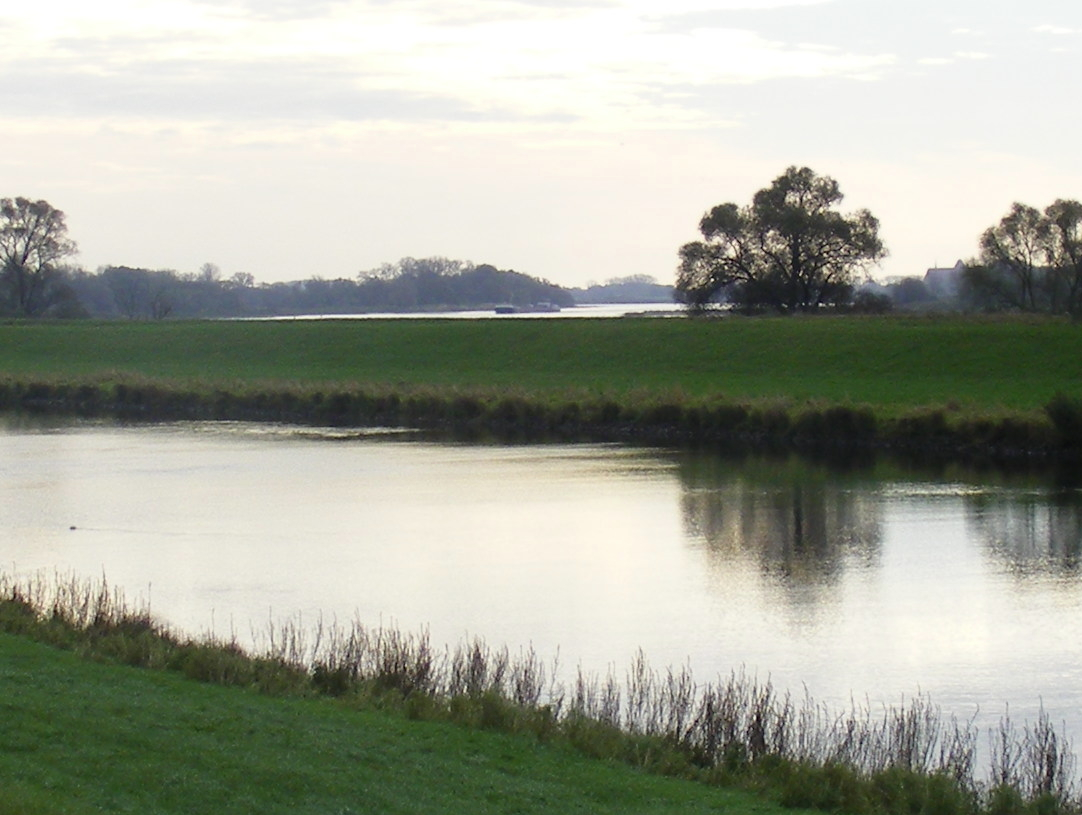
Blick über Gnevsdorfer Vorfluter und Elbe auf die Kirche von Werben

Werben (Elbe) liegt im Osten der Wische am linken Ufer der Elbe nordwestlich von Havelberg an der Südroute des Elberadweges in der Altmark. Im Ortsteil Räbel quert bei Stromkilometer 422,2 eine kombinierte Gier-Motorfähre die Elbe und schafft eine Verbindung nach Havelberg.

### Stadtgliederung

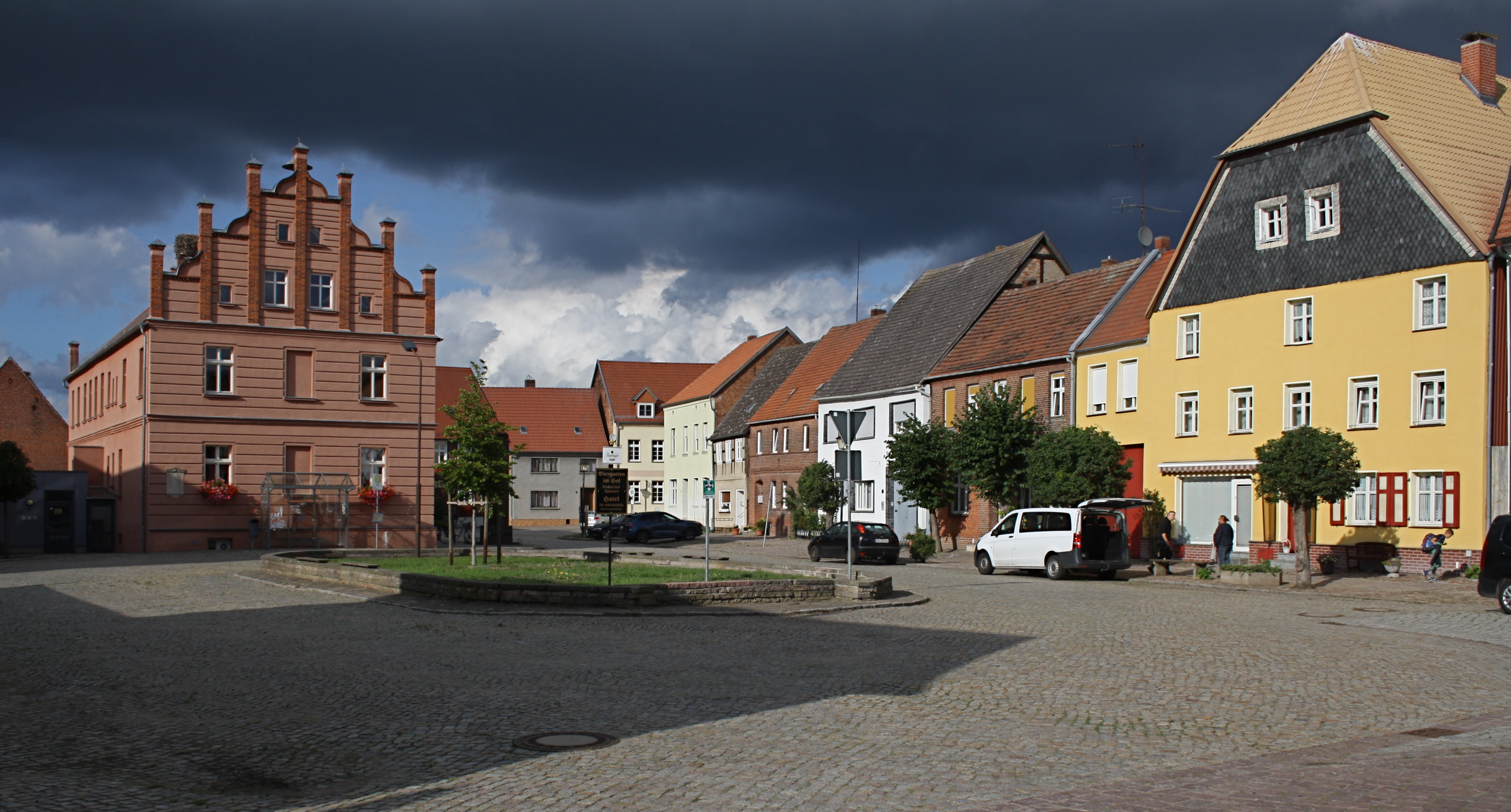
Marktplatz und Rathaus

Die Hansestadt Werben (Elbe) gliedert sich in sechs Ortsteile:
- Kernstadt Werben (Elbe)
- Behrendorf
- Berge mit den Wohnplätzen Hohehof und Neu Berge[3]
- Giesenslage
- Kolonie Neu-Werben
- Räbel

Die Kolonie Neu-Werben ist der einzige Ortsteil auf dem rechten Elbufer. Durch ihn verläuft der Gnevsdorfer Vorfluter, durch den die Mündung der Havel künstlich elbeabwärts verlegt wurde, um das Eindringen der Elbehochwasser in die untere Havel zu vermindern.
| Nachbargemeinden von Werben (Elbe) sind: - links der Elbe - im Nordwesten Altmärkische Wische - im Südwesten Osterburg (Altmark) - Im Süden Iden - rechts der Elbe - im Norden Legde/Quitzöbel, Land Brandenburg - im Nordosten Plattenburg, Land Brandenburg - im Osten Havelberg - im Südosten Sandau (Elbe) |

## Geschichte

### Mittelalter bis Neuzeit

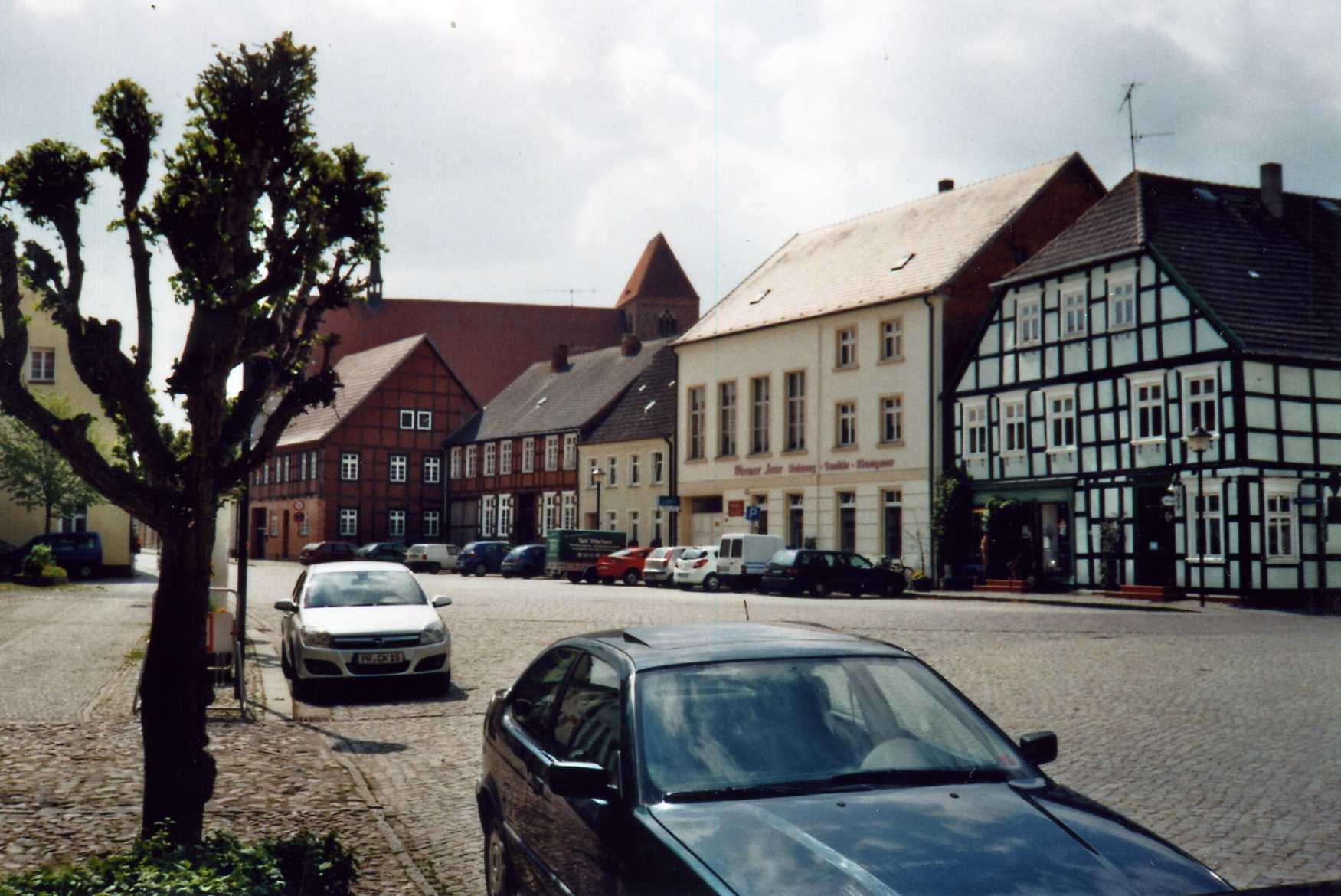
Marktplatz mit St.-Johannis-Kirche

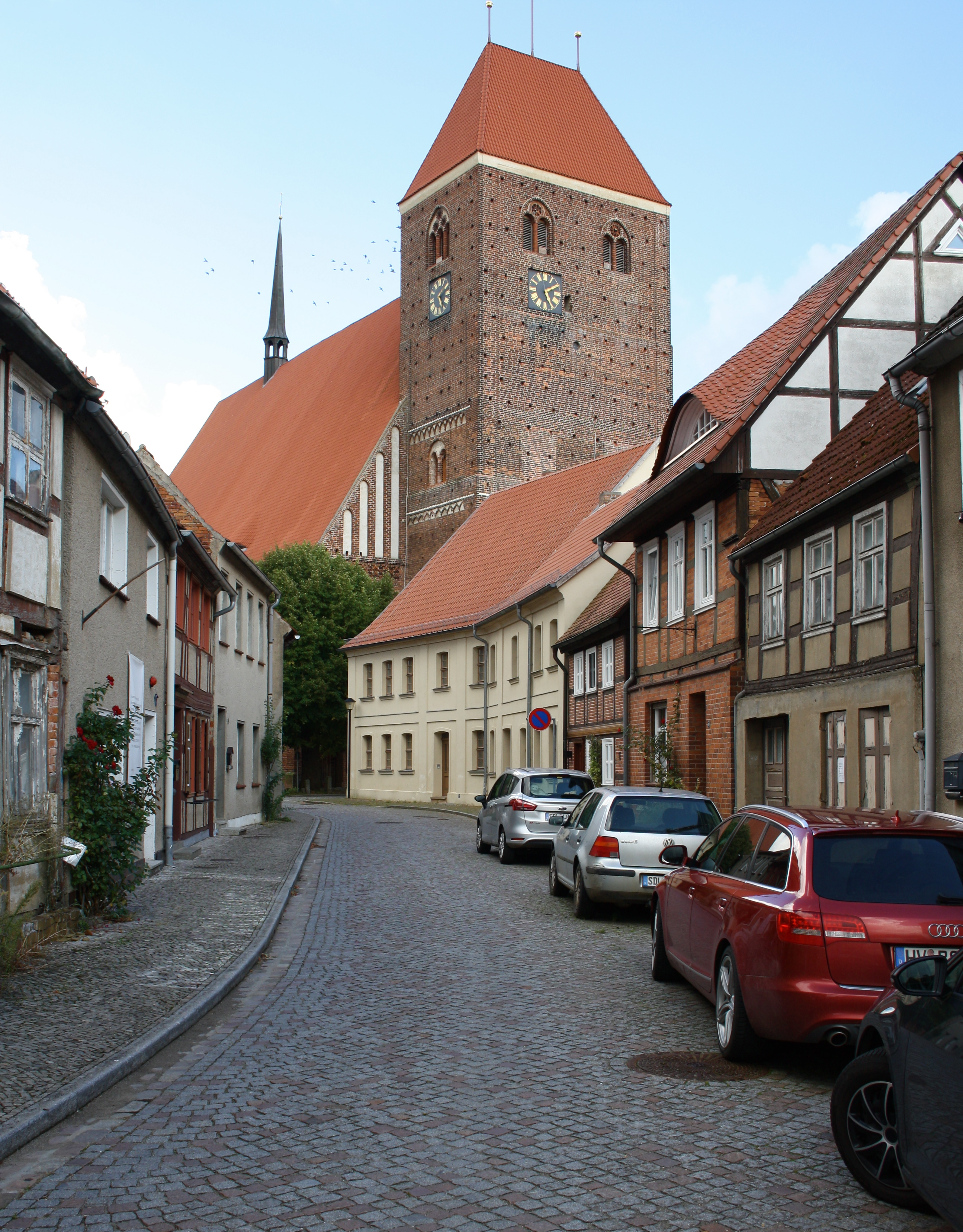
Fabianstraße mit St.-Johannis-Kirche

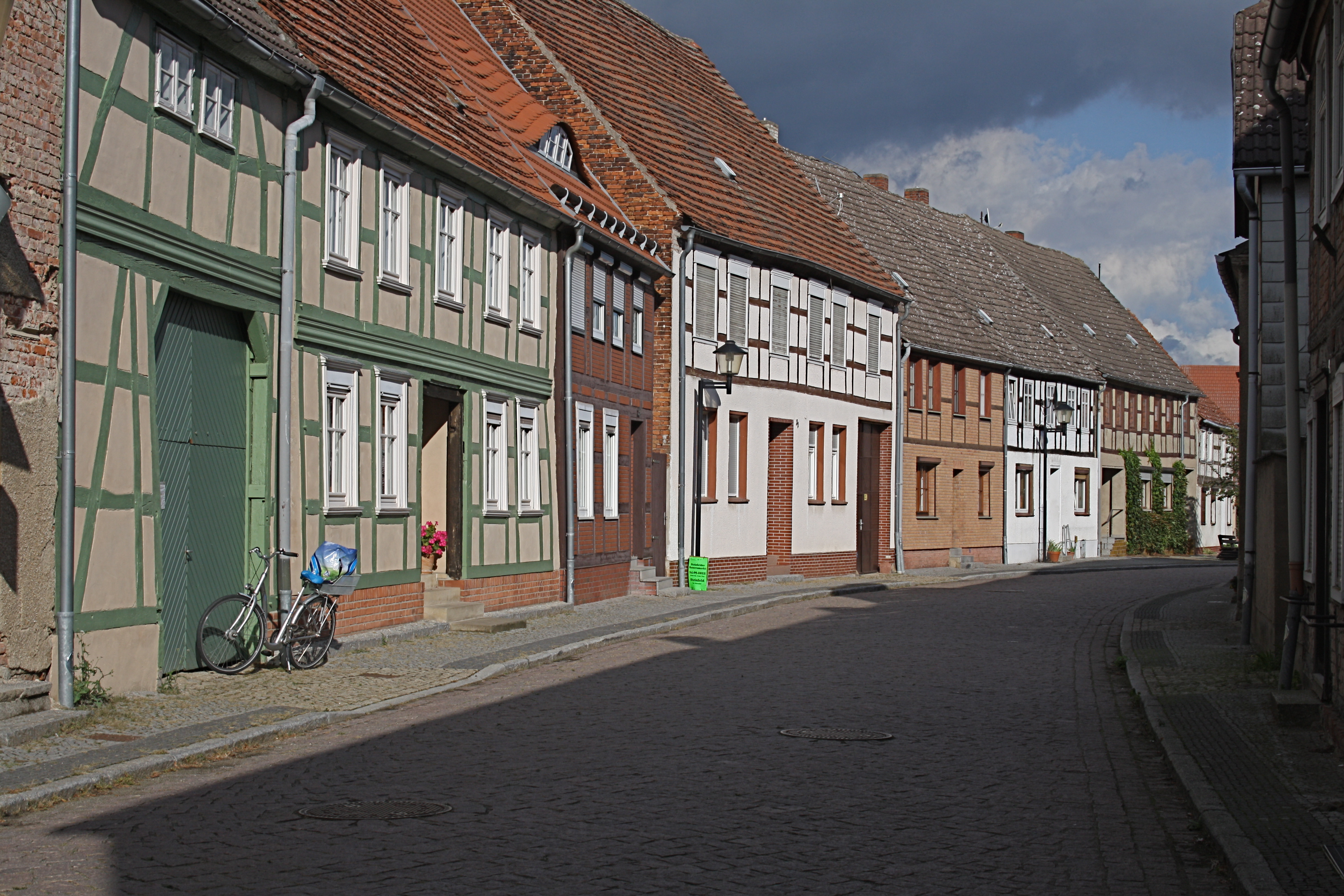
Fachwerkhäuser in der Kirchstraße

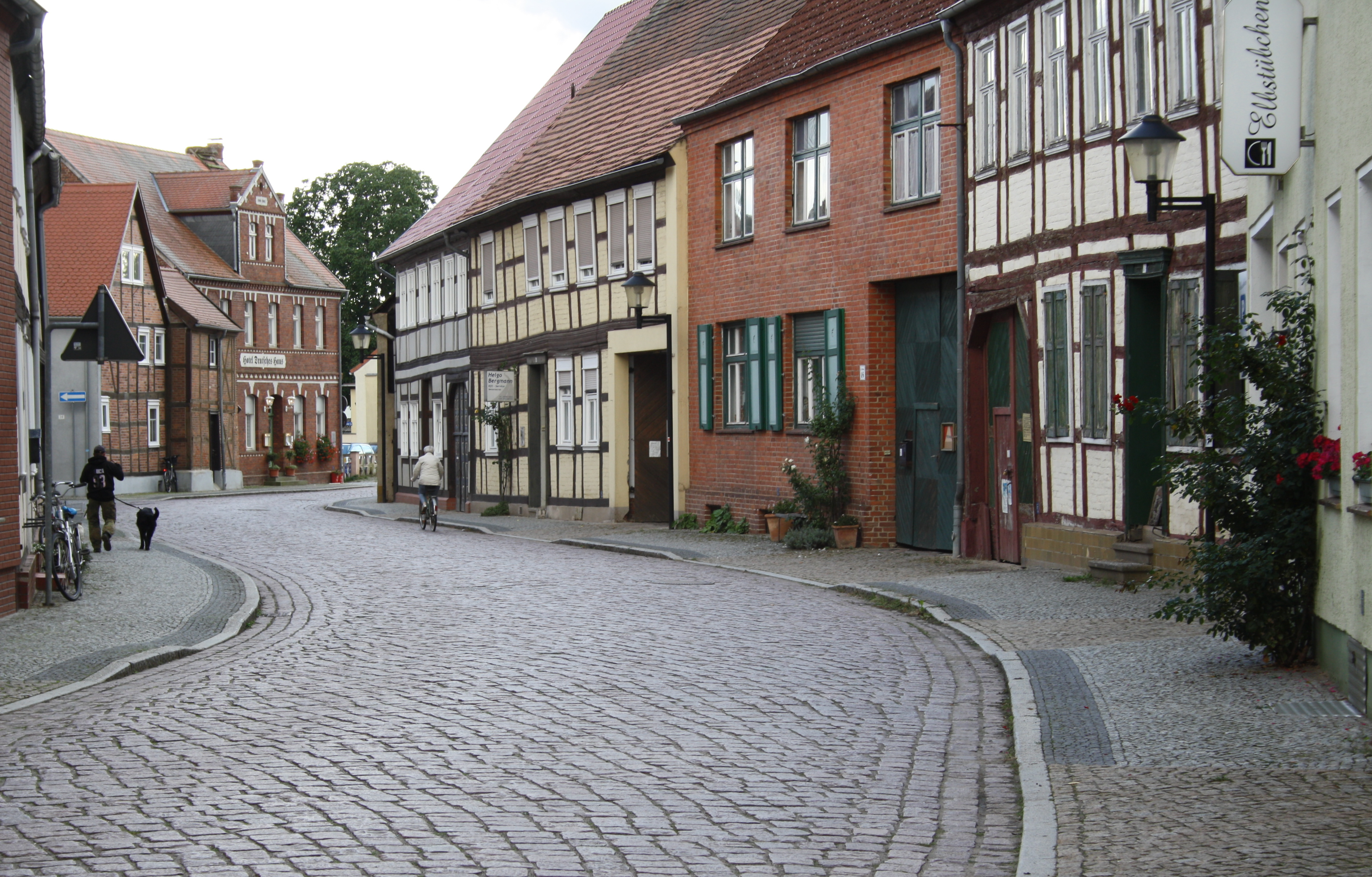
Seehäuser Straße

Der Ort erschien als Wiribeni iuxta Albim (Werben an der Elbe) erstmals in den schriftlichen Quellen, und zwar verhandelte dort nach der Chronik Thietmars von Merseburg († 1018) König Heinrich II. mehrmals mit den Slawen. Der Bischof nennt dafür kein Datum; die Forschung setzt diese Zusammenkünfte in die Zeit zwischen Dezember 1005 und April 1006. Der Ort war aufgrund seiner Lage an einem Elbübergang bereits früh von Bedeutung für Handel und Handwerk. Bei der in der Nähe der Stadt befindlichen Burg Pritzlawa fand 1056 eine Schlacht zwischen Sachsen und den Lutizen statt, in der das sächsische Kontingent fast gänzlich vernichtet wurde. Hier fiel auch der Markgraf der Nordmark, Wilhelm, am 10. September 1056 im Kampf gegen die Lutizen. Im Jahr 1358 wurde Werben Mitglied der Hanse und blieb es bis zum Bierkrieg mit dem Kurfürsten Johann Cicero 1488. In dieser Zeit wurde das Elbtor erbaut. Im Dreißigjährigen Krieg wurde Werben aufgrund seiner strategischen Lage von den schwedischen Truppen in Besitz genommen, und Schwedenkönig Gustav-Adolf ließ die Schwedenschanze errichten. Mit ihr beherrschte man die Haveleinfahrt und die Elbe als wichtigste Transportader – siehe auch: Schlacht bei Werben.
Von 1898 bis 1971 war Werben über die Kleinbahn Goldbeck–Werben (Elbe) an das Eisenbahnnetz angebunden.
Zu einer Namensänderung kam es am 23. Dezember 1997, als sich die Stadt von Werben in Werben (Elbe) umbenannte. Die Namensänderung wurde am 1. Januar 1998 wirksam. Seit dem 1. Juni 2008 trägt die Stadt den Namenszusatz Hansestadt. Sie gilt als kleinste Hansestadt weltweit (Stand: Dezember 2022).

### Johanniterorden
Die Stadt verfügt über die älteste Gründung des Johanniterordens auf norddeutschem Boden. Nach einer Pilgerfahrt in den Jahren 1158 und 1159 nach Jerusalem übertrug Markgraf Albrecht der Bär dem Orden 1160 die Einkünfte der Werbener Kirche samt allem Zubehör einschließlich sechs Hufen Landes dem Johanniterhospital zu Jerusalem. Dabei bestimmte er, dass der Ertrag „den im Spitale zu Jerusalem weilenden Armen alljährlich überschickt“ würde.:S. 5
Neben der Kirche entstand in der Folge eine Komturei. Ältestes Zeugnis der Bautätigkeit des Ordens ist das sogenannte „Romanische Haus“ als der wohl älteste profane Backsteinbau nördlich der Alpen (früher fälschlich „Lamberti-Kapelle“ genannt). Die Komturei war anfänglich für Sachsen, die Mark Brandenburg, Pommern und das Wendland zuständig. Später war sie die Verwaltungszentrale für die Balley Brandenburg.

### Eingemeindungen
Bis 1807 gehörte Werben zum Seehausenschen Kreis der Mark Brandenburg in der Altmark. Danach lag es bis 1813 im Kanton Werben auf dem Territorium des napoleonischen Königreichs Westphalen. Ab 1816 gehörte die Stadt zum Kreis Osterburg, dem späteren Landkreis Osterburg. Am 1. November 1928 wurde der Gutsbezirk Domäne Werben, die 1810 aus der Kommende gebildet worden war,: S. 1290 mit der Stadt Werben an der Elbe vereinigt.
Am 25. Juli 1952 wurde die Stadt in den Kreis Seehausen umgegliedert. Am 2. Juli 1965 erfolgte die Umgliederung in den Kreis Osterburg. Die Gemeinde Räbel wurde am 1. Oktober 1965 nach Werben eingemeindet. Die Stadt Werben gibt hingegen 1962 als Jahr der Eingemeindung von Räbel an. Am 1. Februar 1974 erfolgte die Eingemeindung der Gemeinde Wendemark in die Stadt Werben. Am 1. Mai 1984 wurde Wendemark wieder als eigene Gemeinde aus der Stadt Werben ausgegliedert, wobei die drei früheren Wendemarker Wohnplätze Delkerhof, Engelshof und Roggehof noch 1986 bei Werben als Ortsteile aufgeführt wurden. Später kamen sie wieder als Wohnplätze zu Wendemark.
Durch einen Gebietsänderungsvertrag beschlossen die Gemeinderäte der Gemeinde Behrendorf und der Hansestadt Werben (Elbe), dass ihre Gemeinden aufgelöst und zu einer neuen Gemeinde mit dem Namen Hansestadt Werben (Elbe) vereinigt werden. Dieser Vertrag wurde vom Landkreis als unterer Kommunalaufsichtsbehörde genehmigt und trat am 1. Januar 2010 in Kraft.

### Einwohnerentwicklung
| Jahr          | 1730 | 1740 | 1750 | 1770     | 1771   | 1774 | 1780     | 1790     | 1801     | 1818 | 1840 | 1848 |
| Stadt Werben  | 0848 | 0863 | 0969 | 1122     | 1202   | 1119 | [00]1157 | [00]1348 | [00]1372 | 1572 | 1732 | 1768 |
|               |      |      |      |          |        |      |          |          |          |      |      |      |
| Jahr          | 1864 | 1871 | 1885 | 1890     | 1892   | 1895 | 1900     | 1905     | 1910     | 1925 | 1939 | 1946 |
| Stadt Werben  | 1847 | 1736 | 1693 | [00]1682 |        | 1713 | [00]1595 | 1562     | [00]1595 | 1566 | 1419 | 1847 |
| Domäne Werben | 035  | 06   | 034  |          | [00]33 | 029  |          |          |          |      |      |      |

Bis 1946, wenn nicht angegeben:

#### Gesamtstadt
| Jahr | Einwohner |
| ---- | --------- |
| 1964 | 2443      |
| 1971 | 2287      |
| 1981 | 2354      |
| 1985 | 1852      |
| 1990 | 1693      |
| 1995 | 1551      |
| 2000 | 1482      |
| 2005 | 1374      |

| Jahr | Einwohner |
| ---- | --------- |
| 2010 | 1235      |
| 2011 | 1201      |
| 2012 | 1166      |
| 2013 | 1151      |
| 2014 | 1131      |
| 2015 | 1142      |
| 2016 | 1100      |
| 2017 | 1088      |

| Jahr | Einwohner |
| ---- | --------- |
| 2018 | 1050      |
| 2019 | 1039      |
| 2020 | 1017      |
| 2021 | 0986      |
| 2022 | 0957      |
| 2023 | 0933      |

1964–1981 Ergebnis der Volkszählung, ab 1985, ab 2021
Eingemeindungen sind rückwirkend eingerechnet.

#### Kernstadt
| Jahr      | 2014 | 2015 | 2017 | 2018 | 2020 | 2021 | 2022 | 2023 |
| Einwohner | 0665 | 0668 | 0635 | 0623 | 0563 | 0583 | 0584 | 0563 |

## Religion

### Konfessionsstatistik
Die Volkszählung in Deutschland 2022 zeigte, dass von den 952 Einwohnern der Hansestadt Werben (Elbe) rund 25 % der evangelischen und rund 3 % der katholischen Kirche angehörten.

### Christentum
Die evangelischen Christen gehören heute zum Kirchspiel Werben und werden seit dem 1. Juli 2018 vom Pfarrbereich Seehausen-Werben im Kirchenkreis Stendal im Bischofssprengel Magdeburg der Evangelischen Kirche in Mitteldeutschland betreut.
Der erste evangelische Pfarrer in Werben war Augustin Brinkmann, der im Jahre 1539 berufen wurde.:S. 93 Die ältesten überlieferten Kirchenbücher für Werben stammen aus dem Jahre 1594.
Die katholischen Christen werden heute von katholischen Pfarrei St. Anna (Stendal) im Dekanat Stendal des Bistums Magdeburg betreut. Ursprünglich wurden sie auch von der Pfarrei in Stendal betreut, ab 1917 dann von der Filialvikarie in Osterburg. Am 29. März 1928 entstand in Giesenslage eine katholische Filialvikarie. Am 1. November 1948 wurde die zugehörige Filialkirchengemeinde errichtet. 1951 war in Werben sogar eine katholische Herz-Jesu-Kapelle benediziert worden.

## Politik

### Stadtrat

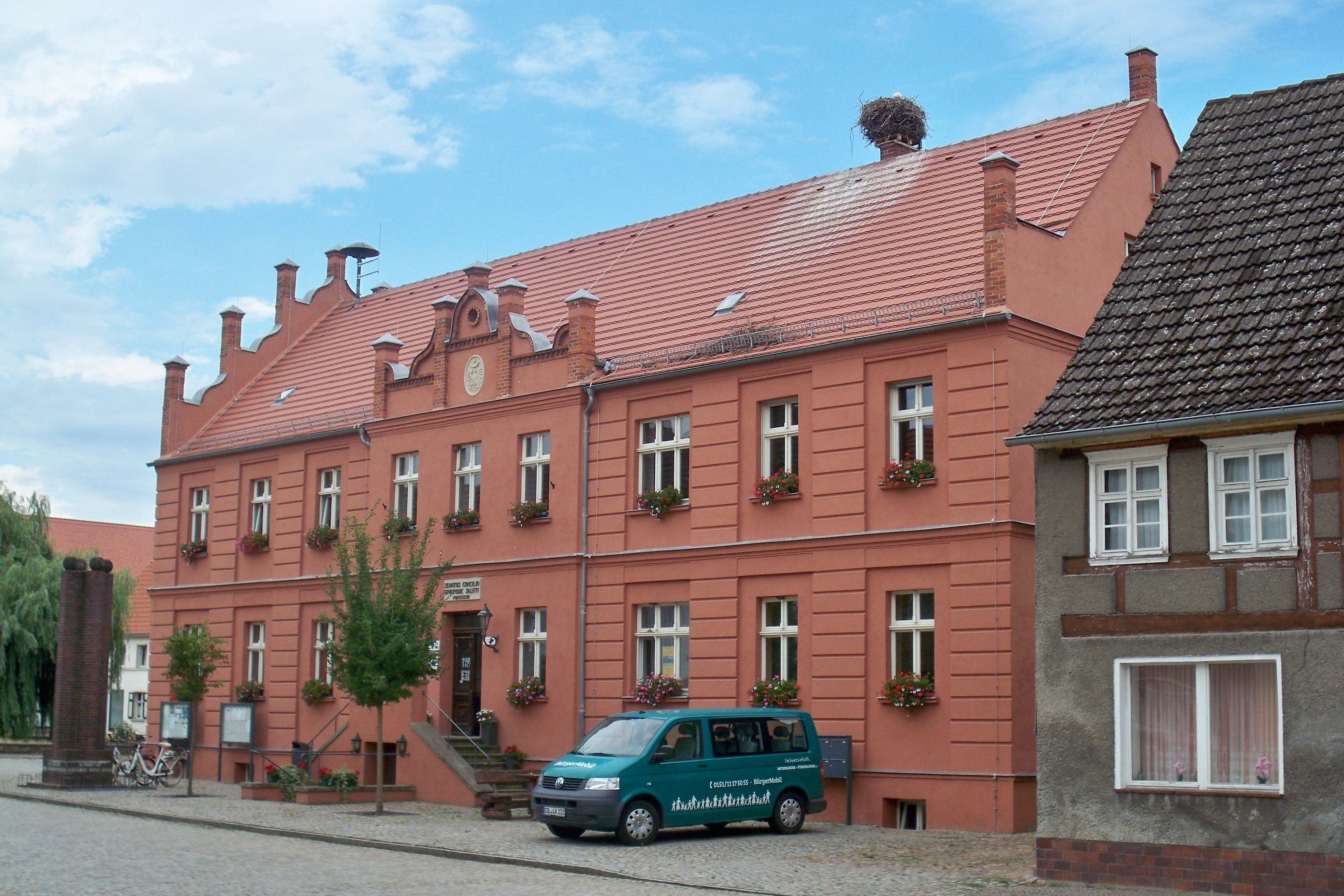
Rathaus mit Storchennest

Die Stadtratswahl am 9. Juni 2024 ergab das folgende Ergebnis (in Klammern die Ergebnisse von 2019):
- 6 Sitze Unabhängige Wählergemeinschaft Werben (7 Sitze)
- je 1 Sitz für
  - SPD (2 Sitze)
  - Wählergruppe Bürger in Behrendorf/Werben (2 Sitze)
  - CDU (1 Sitz)
  - Einzelbewerber Wolff

Eine Stadträtin gehört zur Unabhängigen Wählergemeinschaft Werben.
Von 846 Wahlberechtigten hatten 577 ihre Stimme abgegeben, die Wahlbeteiligung betrug damit 68,2 Prozent.
Im Vergleich zu 2019 hat sich die Anzahl der Sitze im Rat von zwölf auf zehn reduziert.

### Bürgermeister
Seit 2018 ist Bernd Schulze Bürgermeister der Stadt. Seine Vorgänger sind:
- 1965–1987 Ernst Reich
- 1987–1994 Burkhardt Fischer
- 1994–2001 Frank Ulrich
- 2001–2003 Thomas Schäfer
- 2003–2013 Volkmar Haase
- 2013–2016 Jochen Hufschmidt
- 2016–2017 Wolfgang Tacke[33]

### Wappen
Das Wappen wurde am 30. April 1997 durch das Regierungspräsidium Magdeburg genehmigt.
| Wappen von Werben | Blasonierung: „In Silber ein golden bewehrter roter Adler, über seinem Kopf ein steigender goldener Mond, überhöht von einem sechsstrahligen goldenen Stern.“ |
| Wappen von Werben | Wappenbegründung: Der rote Adler im Wappen von Werben ist der märkische Adler. Auf welche Weise Halbmond und Stern ins Wappen gelangten, ist unbekannt, auch ihre Bedeutung ist umstritten. Die einen sprechen diesen Zeichen jegliche Bedeutung ab, andere bringen sie mit der Johanniter-Komturei in Verbindung. Den roten Adler enthält bereits das erste Wappen aus dem 13. Jahrhundert. Halbmond und Stern erscheinen im Wappen erst nach der Reformation. |

Der Stadtrat der neugebildeten Hansestadt Werben (Elbe) beschloss am 19. Januar 2010, das Wappen und die Flagge der eingeflossenen Stadt Werben (Elbe) anzunehmen und weiterzuführen. Dies wurde am 1. Februar 2010 durch den Landkreis genehmigt.
Die Farben der Stadt sind rot-weiß.

### Flagge
Die Flagge wurde am 19. Oktober 2009 durch den Landkreis genehmigt.
Die Flagge ist rot-weiß (1:1) gestreift (Querformat: Streifen waagerecht verlaufend, Längsformat: Streifen senkrecht verlaufend) und mittig mit dem Stadtwappen belegt.

## Sehenswürdigkeiten

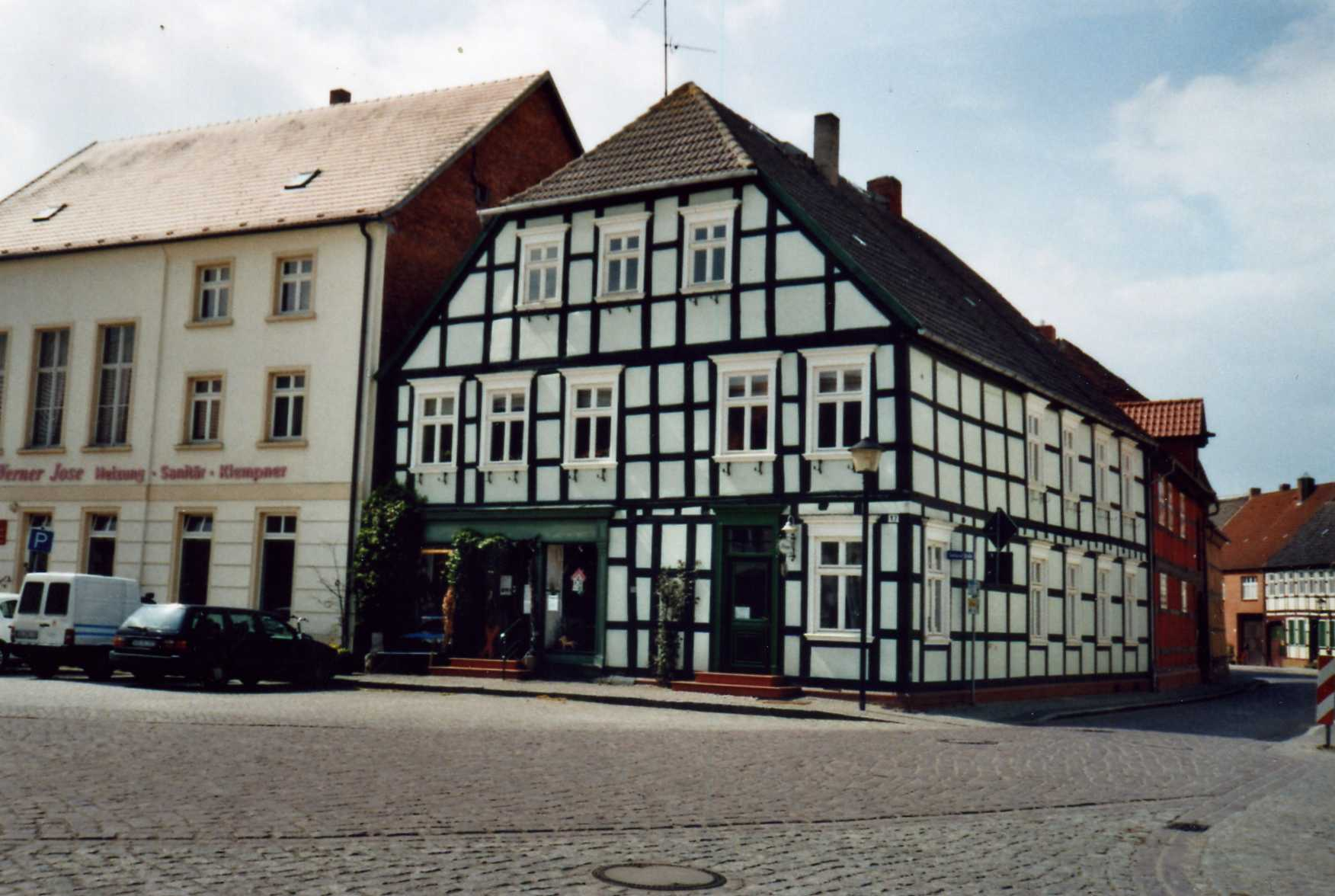
Fachwerkhaus am Markt

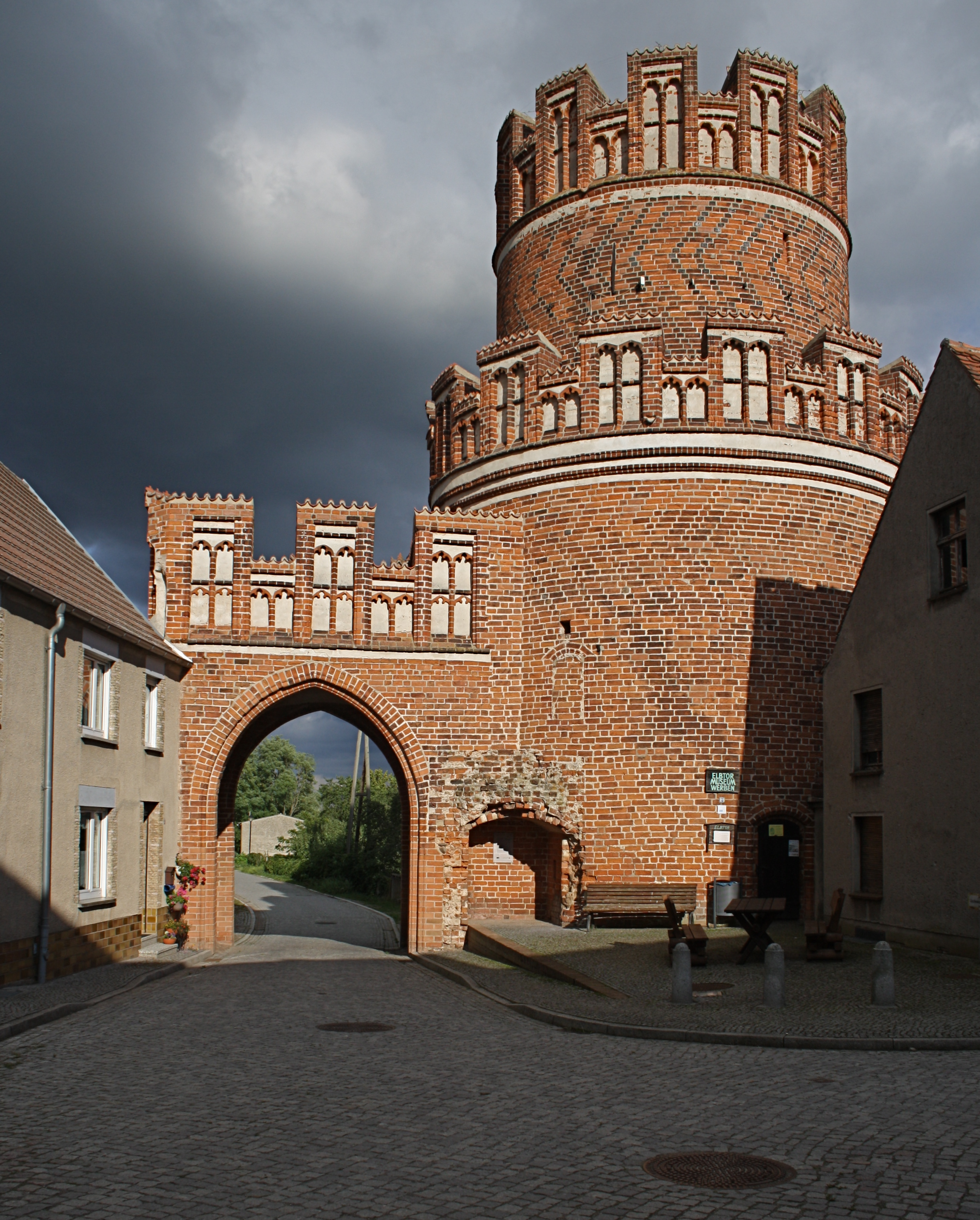
Elbtor

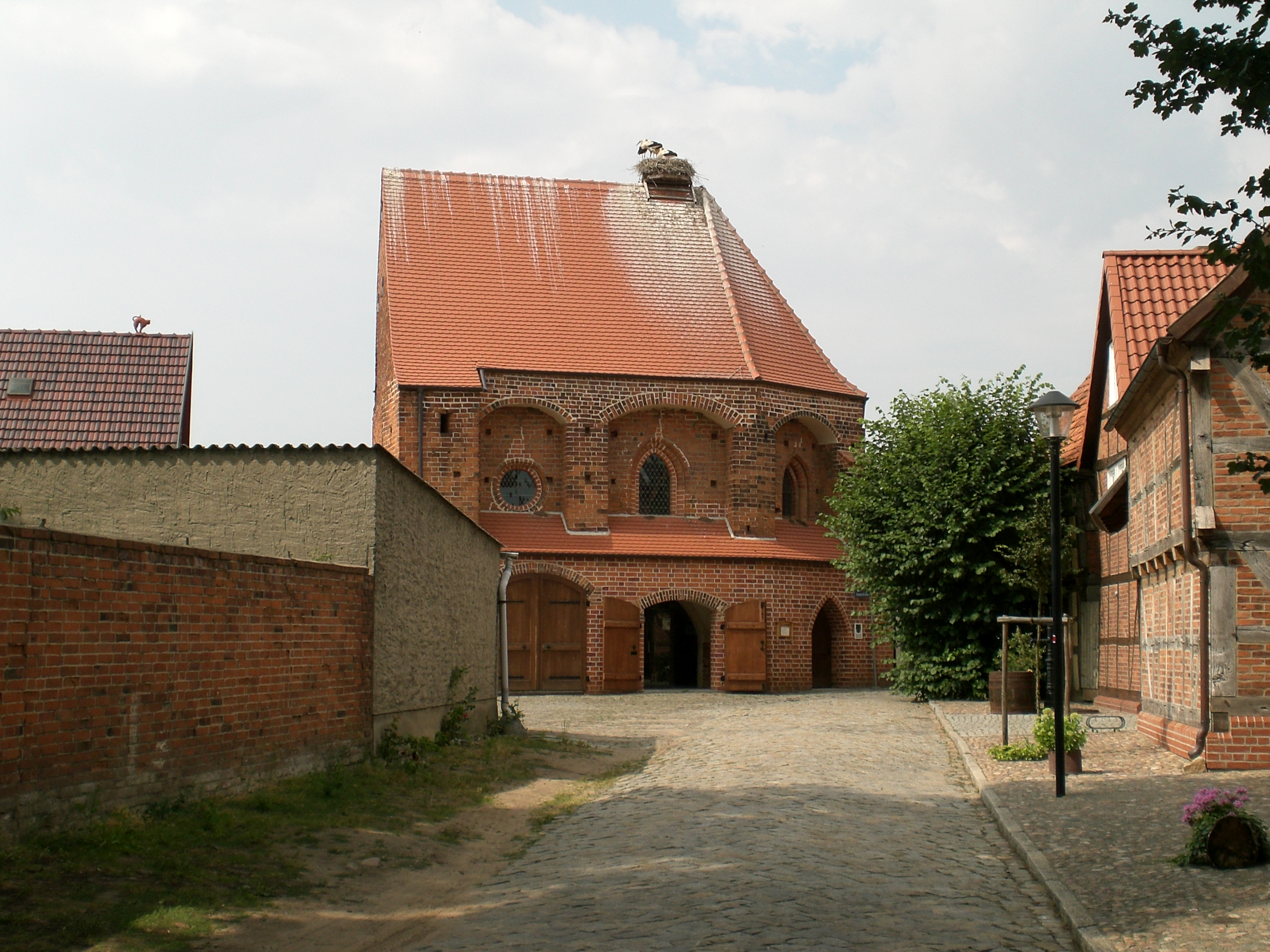
Salzkirche mit Storchennest

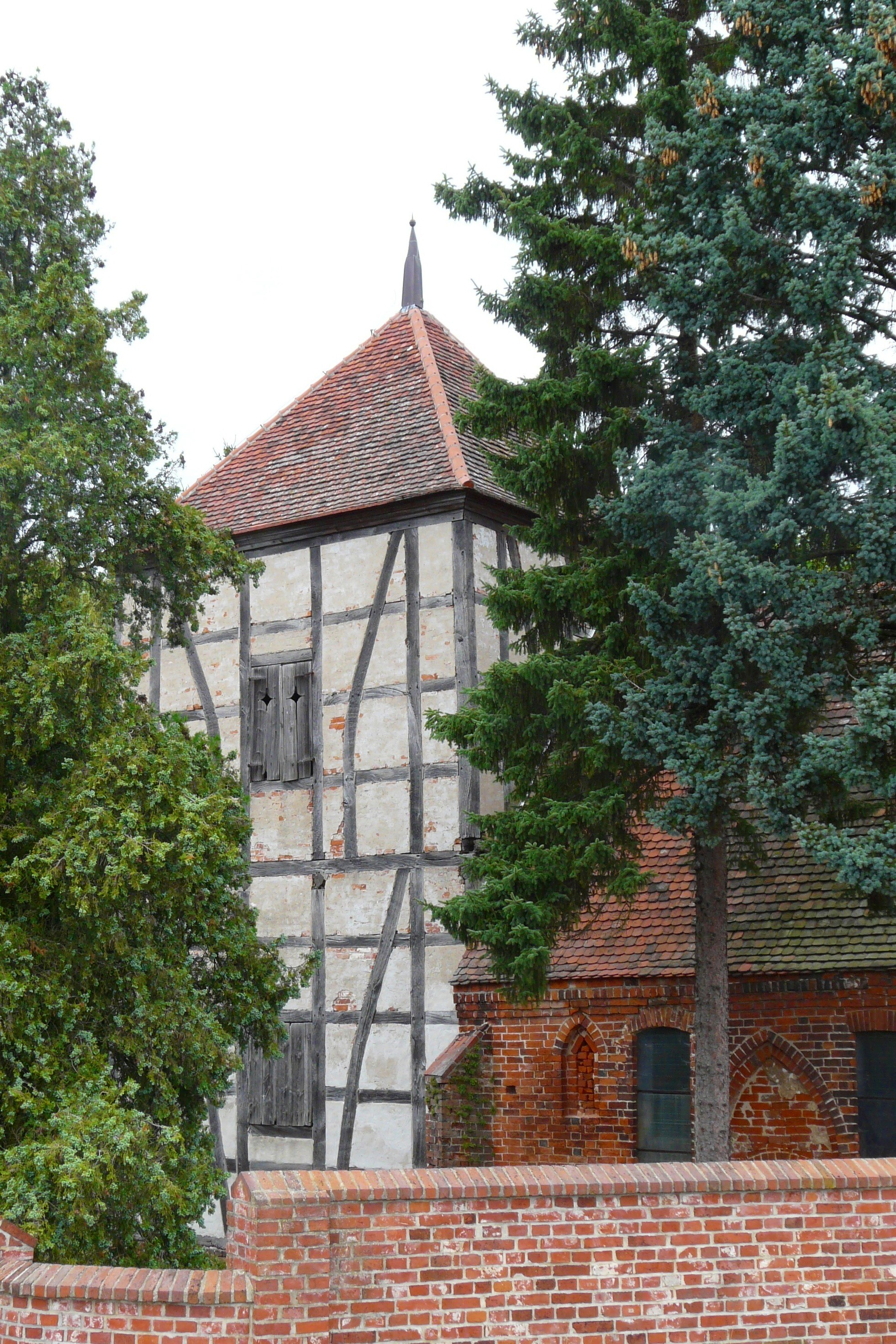
Dorfkirche Räbel

In die Storchenstadt kehren im Frühling bis zu 20 Storchenpaare ein, die regelmäßig ihre Horste auf den Dächern der alten Stadt beziehen. Werben bezeichnet sich als die storchenreichste Stadt Deutschlands. Zwar gibt es u. a. mit dem nahegelegenen Rühstädt Orte mit mehr Brutpaaren, diese sind jedoch keine Städte.

### Baudenkmale
Von der mittelalterlichen Stadtmauer mit ihren fünf Toren sind nur noch wenige Reste erhalten. Prächtig, wenn auch im Zinnenbereich 1907/1908 und 1997/98 stark restauriert, zeigt sich am Nordostrand der Stadt das um 1460/70 aus Backstein gemauerte Elbtor mit seiner spitzbogigen Durchfahrt neben dem runden, zinnenbekrönten Turm (heute Heimatmuseum mit Aussichtsplattform). Der Name des Baumeisters, Stephan Buxtehude, wird auch (wohl für die Torbauten) in Stendal und Tangermünde genannt.
Bedeutendstes Baudenkmal ist die mittelalterliche Pfarrkirche St. Johannis mit ihrer bemerkenswerten Ausstattung.

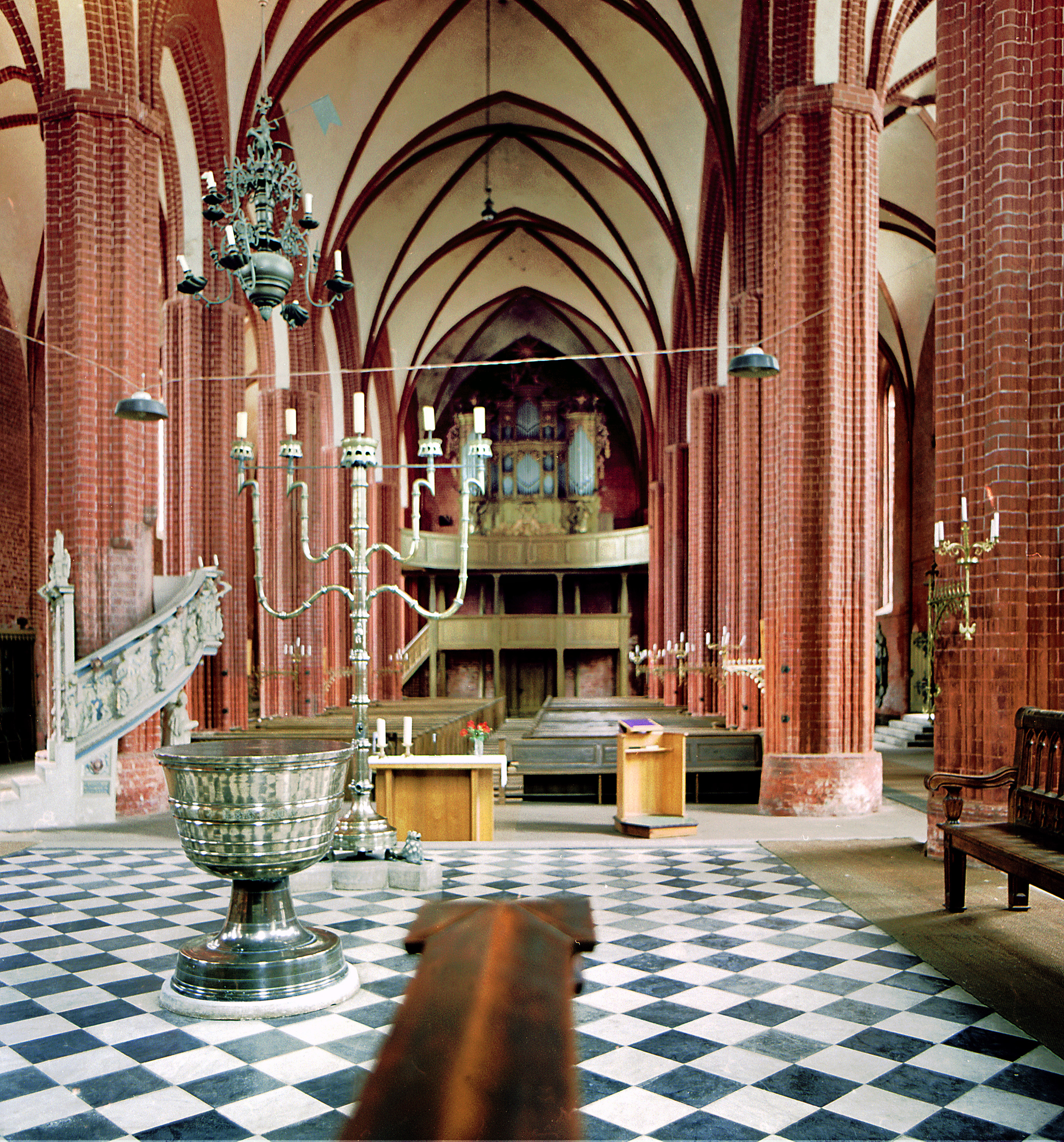
Pfarrkirche St. Johannis
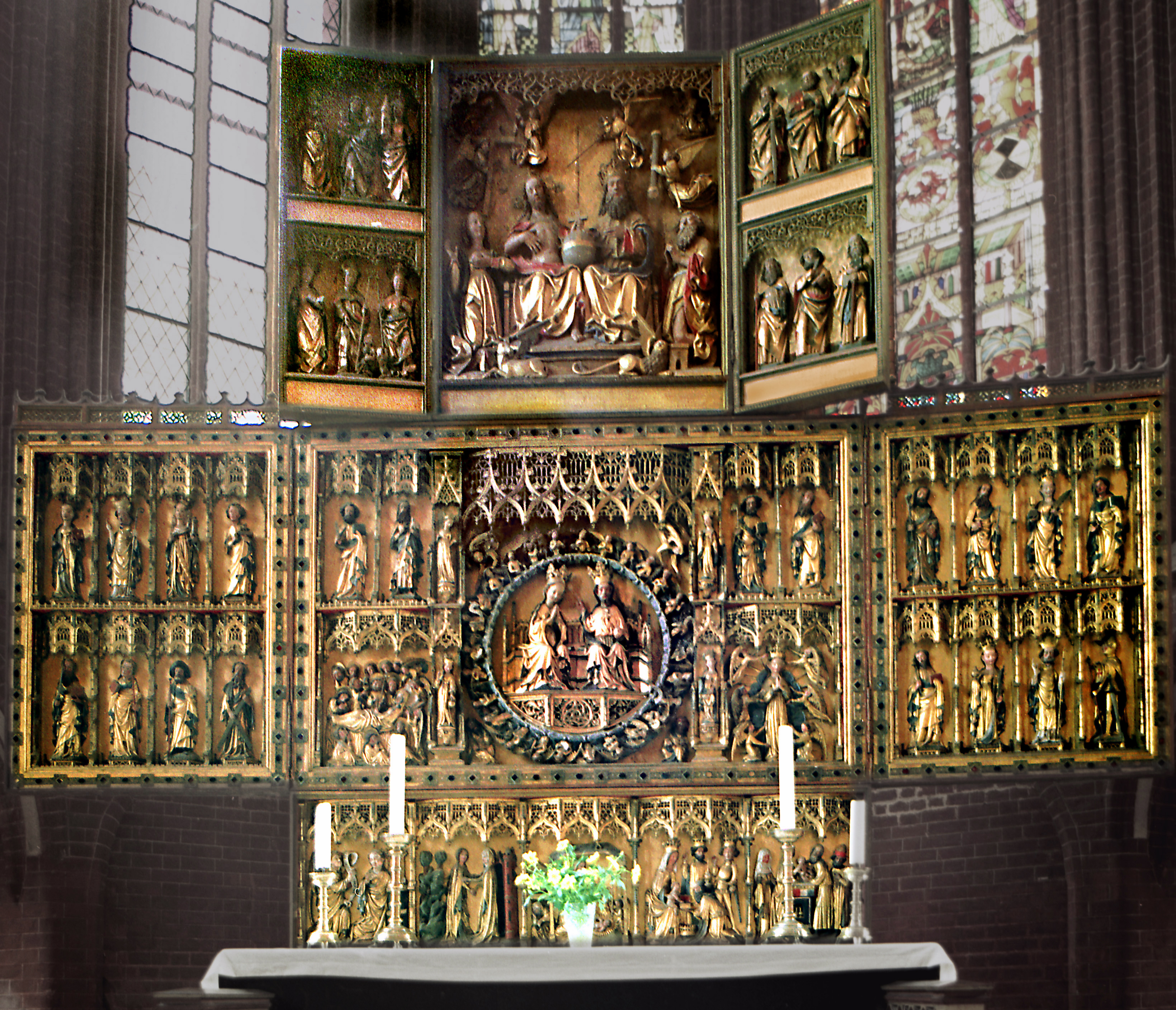
St. Johannis, Marien- und Dreieinigkeitsaltar

Von den Bauten der Komturei verblieb nur das „Romanische Haus“ (Romanisches Haus (Werben)  (früher fälschlich „Lambertikapelle“ genannt)). Wie oben bereits erwähnt ist es der wohl älteste profane Backsteinbau nördlich der Alpen. Der schlichte Bau des 13. Jahrhunderts zeigt in den Giebeln das Johanniterkreuz.
Auch die Kapelle des Hl.-Geist-Spitals aus dem frühen 15. Jahrhundert wurde weltlichen Zwecken zugeführt: von ihrer Rolle als Warenlager im 18. Jahrhundert verblieb ihr der Name „Salzkirche“.
Zahlreiche Wohnbauten des 18. und 19. Jahrhunderts prägen das Stadtbild. Obwohl inzwischen viele der unter Denkmalschutz stehenden Fachwerkhäuser durch private Initiative restauriert worden sind, drohen andere noch immer zu verfallen.
Das alte Fachwerk-Schulhaus (ca. 1725) ist 2021/22 denkmalgerecht restauriert und als „Café Lämpel“ wiedereröffnet worden.
Am Sportplatz erinnert eine Gedenktafel an den kommunistischen Arbeitersportler Heinz Steyer aus Dresden, der in das Strafbataillon 999 gepresst und wegen Kooperation mit Partisanen 1944 ermordet wurde.
Mehrere kunsthistorisch bedeutende, mittelalterliche Dorfkirchen aus Backstein sind in den eingemeindeten Ortsteilen von Werben zu finden:
- St. Nikolaus, eine ungewöhnlich große spätromanische Dorfkirche aus der Zeit um 1220 im Ortsteil Berge,
- Dorfkirche Giesenslage, eine weitgehend unverändert erhaltene spätromanische Dorfkirche aus dem ersten Viertel des 13. Jahrhunderts,
- Dorfkirche Räbel, eine kleine gotische Dorfkirche vom Ende des 13. Jahrhunderts.

### Veranstaltungen
Seit 2006 findet am ersten Juliwochenende der Biedermeier-Sommer statt. Hintergrund ist, dass die mittelalterliche Hansestadt durch Kriege weitgehend zerstört wurde und der heutige Ort das Erscheinungsbild des 18. und 19. Jahrhunderts weitgehend bewahrt hat.
Bereits seit dem Jahr 2004 findet am 3. Advent der Biedermeier-Christmarkt statt. Bei diesem wird, angelehnt an die Zeit im Biedermeier, bspw. auf Elektrizität und Kunststoffe verzichtet.
Nach einem langen Verbot zu Zeiten der DDR veranstaltet seit 1990 die „Schützengilde zu Werben 1750 e. V.“ nun wieder jedes Jahr im August das Schützenfest.
Anlässlich von Jubiläen der lokalen Vereine werden regelmäßig öffentliche Veranstaltungen und Feste organisiert.

## Wirtschaft
Die Stadt Werben ist durch Abwanderung und hohe Arbeitslosigkeit geprägt. Lokale Handwerksbetriebe sind vorhanden. Die Stadt setzt auf Tourismus und Zuzügler. Am Rande der Stadt befinden sich ein kleiner Sportboothafen und ein Freibad.

## Persönlichkeiten

### Söhne und Töchter der Stadt
- Henning Göde (um 1450–1521), Jurist
- Hans Hacke (vor 1600–nach 1620), Bildhauer und Zimmermann
- Christian Köhler (1809–1861), Maler
- Wilhelm Reindel (1813–1872), Scharfrichter des Norddeutschen Bundes[42]
- Friedrich Reindel (1824–1908), Scharfrichter
- Alexander Achilles (1833–1900), Jurist und Reichsgerichtsrat
- Karl Knaake (1835–1905), ev. Theologe, Lutherforscher, Begründer der Weimarer Lutherausgabe
- Gustaf Nagel (1874–1952), Wanderprediger, Lebens- und Schreibreformer

### Personen, die mit der Stadt in Verbindung stehen
- Markgraf Albrecht der Bär (um 1100–1170), stellte 1157 in Werben die erste Urkunde als Markgraf von Brandenburg aus und schenkte die Einkünfte der Werbener Kirche und Grundbesitz 1160 dem Johanniterhospital zu Jerusalem[43]
- Busso V. von Alvensleben (erwähnt 1393–1432), Herrenmeister des Johanniterordens und Komtur in Werben
- Gottfried Arnold (1666–1714), deutscher Theologe, war von 1704 bis 1707 Pfarrer in Werben
- Curt Pomp (1933–2023), Restaurator und Architekt, hat den Anstoß zu alljährlichen Biedermeiermärkten gegeben und macht sich im Arbeitskreis Werbener Altstadt für den Erhalt der historischen Stadt stark
- Friedrich Schorlemmer (1944–2024), evangelischer Theologe, wuchs in Werben auf und lebte mit Nebenwohnsitz in Werben (Stand 2012)